# St. Joseph (zlewisko Erie)
St. Joseph – rzeka o długości 160 km w Stanach Zjednoczonych, w stanach Michigan, Ohio i Indiana, razem z rzeką St. Marys tworzy rzekę Maumee.

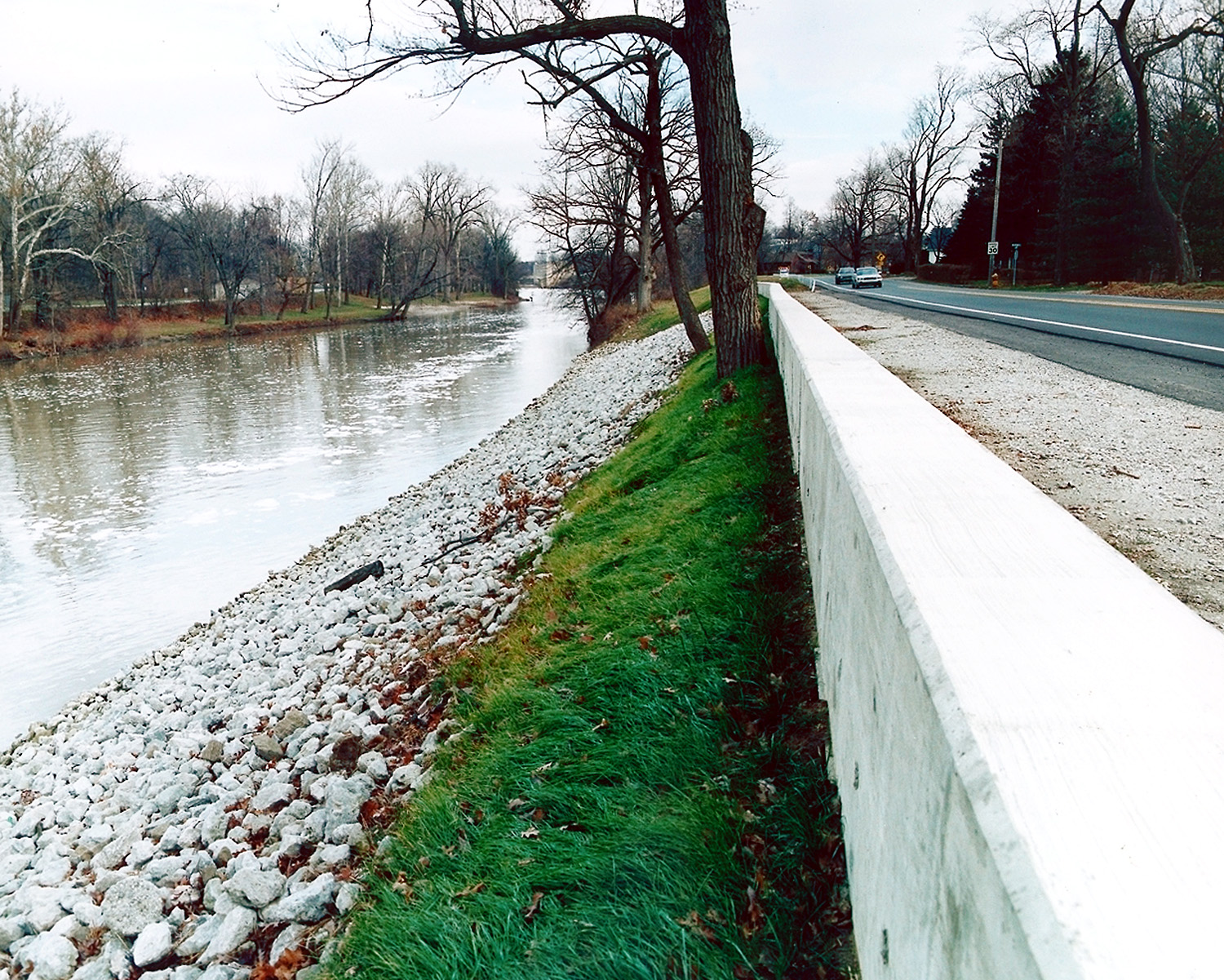
Umocnienia przeciwpowodziowe w Fort Wayne